# Brachyglenis dinora
Brachyglenis dinora is een vlindersoort uit de familie van de prachtvlinders (Riodinidae), onderfamilie Riodininae.
Brachyglenis dinora werd in 1866 beschreven door H. Bates.